# Saint-Pierre-des-Loges
Saint-Pierre-des-Loges è un comune francese di 164 abitanti situato nel dipartimento dell'Orne nella regione della Normandia.

## Società

### Evoluzione demografica
Abitanti censiti